# Anna Magnani
Anna Magnani (n. 7 martie 1908, Roma, Regatul Italiei – d. 26 septembrie 1973, Roma, Italia) a fost o actriță italiană de film, laureată a premiului Oscar în 1956.

## Filmografie
| An   | Titlu                                                          | Rol | Note |
| ---- | -------------------------------------------------------------- | --- | --- |
| 1928 | Scampolo                                                       | | |
| 1934 | La cieca di Sorrento (The Blind Woman of Sorrento)             | Anna, la sua amante                                                                                    | |
| 1934 | Tempo massimo                                                  | Emilia                                                                                                 | |
| 1935 | Quei due (Those Two)                                           | | |
| 1936 | Cavalleria (Cavalry)                                           | Fanny                                                                                                  | |
| 1936 | Trenta secondi d'amore (Thirty Seconds of Love)                | | |
| 1938 | La principessa Tarakanova (Princess Tarakanova)                | Marietta, la cameriera                                                                                 | |
| 1940 | Una lampada all finestra                                       | Ivana, l'amante di Max                                                                                 | |
| 1941 | Teresa Venerdì                                                 | Maddalena Tentini/Loretta Prima                                                                        | |
| 1941 | La fuggitiva                                                   | Wanda Reni                                                                                             | |
| 1942 | La fortuna viene dal cielo                                     | Zizì                                                                                                   | |
| 1942 | Finalmente soli                                                | Ninetta alias "Lulù"                                                                                   | |
| 1943 | L'ultima carrozzella (The Last Wagon)                          | Mary Dunchetti, la canzonettista                                                                       | |
| 1943 | Gli assi della risata                                          | | segment "Il mio pallone" |
| 1943 | Campo de' fiori (The Peddler and the Lady)                     | Elide                                                                                                  | |
| 1943 | La vita è bella                                                | Virginia                                                                                               | |
| 1943 | L'avventura di Annabella (Annabella's Adventure)               | La mondana                                                                                             | |
| 1944 | Il fiore sotto gli occhi                                       | Maria Comasco, l'attrice                                                                               | |
| 1945 | Abbasso la miseria! (Down with Misery)                         | Nannina Straselli                                                                                      | |
| 1945 | Roma città aperta (Rome, Open City)                            | Pina                                                                                                   | - National Board of Review Award for Best Actress - Nastro d'Argento for Best Supporting Actress |
| 1945 | Quartetto pazzo                                                | Elena                                                                                                  | |
| 1946 | Abbasso la ricchezza! (Peddlin' in Society)                    | Gioconda Perfetti                                                                                      | |
| 1946 | Il bandito (The Bandit)                                        | Lidia                                                                                                  | |
| 1946 | Avanti a lui tremava tutta Roma (Before Him All Rome Trembled) | Ada | |
| 1946 | Lo sconosciuto di San Marino (Unknown Men of San Marino)       | Liana, the prostitute                                                                                  | |
| 1946 | Un uomo ritorna                                                | Adele                                                                                                  | |
| 1947 | L'onorevole Angelina                                           | Angelina Bianchi                                                                                       | - Nastro d'Argento for Best Actress - Volpi Cup |
| 1948 | Assunta Spina                                                  | Assunta Spina                                                                                          | |
| 1948 | L'amore                                                        | The Woman*/Nanni**                                                                                     | - * in segment "Una voce umana"/** in segment "Il miracolo" - Nastro d'Argento for Best Actress |
| 1948 | Molti sogni per le strade                                      | Linda                                                                                                  | |
| 1950 | Volcano                                                        | Maddalena Natoli                                                                                       | |
| 1951 | Bellissima                                                     | Maddalena Cecconi                                                                                      | Nastro d'Argento for Best Actress |
| 1952 | Camicie rosse (Garibaldi)                                      | Anita Garibaldi                                                                                        | |
| 1953 | Le Carrosse d'or (The Golden Coach)                            | Camilla                                                                                                | |
| 1955 | The Rose Tattoo                                                | Serafina Delle Rose                                                                                    | - Academy Award for Best Actress - BAFTA Award for Best Actress in a Leading Role - Golden Globe Award for Best Actress - Motion Picture Drama - National Board of Review Award for Best Actress - New York Film Critics Circle Award for Best Actress           |
| 1955 | Carosello del varietà (Carousel of Variety)                    | | |
| 1957 | Wild Is the Wind                                               | Gioia                                                                                                  | - Silver Bear for Best Actress - David di Donatello for Best Actress - Nominalizare — Academy Award for Best Actress - Nominalizare — BAFTA Award for Best Actress in a Leading Role - Nominalizare — Golden Globe Award for Best Actress - Motion Picture Drama |
| 1957 | Suor Letizia                                                   | Sister Letizia                                                                                         | - Nastro d'Argento for Best Actress |
| 1957 | Nella città l'inferno                                          | Egle                                                                                                   | - David di Donatello for Best Actress - Grolla d'Oro Best Actress - Sant Jordi Awards Best Performance in a Foreign Film - Nominalizare — Nastro d'Argento for Best Actress                                                                                      |
| 1959 | The Fugitive Kind                                              | Lady Torrance                                                                                          | |
| 1960 | The Passionate Thief                                           | Gioia Fabbricott                                                                                       | |
| 1962 | Mamma Roma                                                     | Mamma Roma                                                                                             | |
| 1966 | Made in Italy                                                  | Adelina                                                                                                | - In segment "La famiglia" - Nominalizare — Nastro d'Argento for Best Supporting Actress |
| 1969 | The Secret of Santa Vittoria                                   | Rosa                                                                                                   | Nominalizare — Golden Globe Award for Best Actress – Motion Picture Musical or Comedy |
| 1971 | Tre donne                                                      | La sciantosa - Flora Bertucciolli; 1943: Un incontro - Jolanda Morigi; L'automobile - Anna Mastronardi | 3-part TV miniseries |
| 1971 | Correva l'anno di grazia 1870 (1870)                           | Teresa Parenti                                                                                         | Italian Golden Globe Award for Best Actress |
| 1972 | Roma                                                           | Rolul ei                                                                                               | |